# Stigmella perpygmaeella
Stigmella perpygmaeella là một loài bướm đêm thuộc họ Nepticulidae. Nó được tìm thấy ở hầu hết châu Âu, phía đông đến Nga.
Sải cánh dài 5–6 mm. Con trưởng thành bay từ tháng 4 đến tháng 5 và again từ tháng 6 đến tháng 8.
Ấu trùng ăn Crataegus laevigata và Crataegus monogyna. Chúng ăn lá nơi chúng làm tổ. 